# Bobby McKean
Robert Munro "Bobby" McKean (født 8. december 1952, død 15. marts 1978) var en skotsk fodboldspiller (midtbane).
McKean startede sin karriere hos St. Mirren, men skiftede i 1974 til Glasgow-storklubben Rangers. Her var han med til at vinde tre skotske mesterskaber, to FA Cup-titler og to udgaver af Liga Cuppen.
McKean spillede desuden én kamp for Skotlands landshold, en venskabskamp mod Schweiz 7. april 1976.
I en alder af kun 25 år døde McKean i 1978 i sin bil af kulilteforgiftning, få dage før Rangers' pokalfinale mod ærkerivalerne Celtic.

## Titler
Skotsk mesterskab
- 1975, 1976 og 1978 med Rangers

FA Cup
- 1976 og 1978 med Rangers

Scottish League Cup
- 1976 og 1978 med Rangers